# Władimir Fiedotow
Władimir Grigorjewicz Fiedotow, ros. Владимир Григорьевич Федотов (ur. 18 stycznia 1943 w Moskwie, zm. 29 marca 2009 tamże) – rosyjski piłkarz, grający na pozycji napastnika, reprezentant Związku Radzieckiego. Syn Grigorija Fiedotowa.

## Kariera piłkarska

### Kariera klubowa
Fiedotow karierę piłkarską zaczynał w moskiewskiej piłkarskiej szkole młodzieży. Przez całą dorosłą karierę zawodniczą związany był z zespołem CSKA Moskwa, w którym występował w latach 1960–1975 i z którym zdobył Mistrzostwo ZSRR w 1970. W tym samym roku zadebiutował w reprezentacji, a po raz ostatni wystąpił w niej cztery lata później. Ogółem rozegrał w drużynie radzieckiej 22 mecze, strzelając 4 bramki.

### Kariera reprezentacyjna
28 października 1970 roku debiutował w reprezentacji ZSRR w wygranym 4:0 meczu z Jugosławią, w którym strzelił jednego gola. Ogółem zagrał w reprezentacji 22 meczów i zdobył 4 bramki.

## Kariera trenerska
Od zakończenia kariery piłkarskiej pracował jako trener. Dużą część działalności szkoleniowej spędził jako drugi trener. Pomagał trenować piłkarzy, m.in. w CSKA Moskwa, Spartaku Moskwa oraz reprezentacji ZSRR (asystent Konstantina Bieskowa) i Rosji (asystent Olega Romancewa). Samodzielnie prowadził zespoły SKA Rostów (Puchar ZSRR w 1981), Asmarału Moskwa, Spartaka Władykaukaz, Mietałłurga Lipieck, Sokoła Saratów, Czernomorca Noworosyjsk i Arsienału Tuła. Poza Rosją szkolił zespoły Muharraq w Bahrajnie i Lewskiego Sofia w Bułgarii. Od 2002 pracuje w Spartaku Moskwa, gdzie najpierw wchodził w skład sztabu szkoleniowego, a następnie pełnił funkcję dyrektora technicznego. Od kwietnia 2006 był p.o. pierwszego trenera Spartaka. Pełnoprawnym trenerem został 1 czerwca 2006. Rok później otrzymał wymówienie. W 2007–2008 pracował jako dyrektor sportowy FK Moskwa.
29 marca 2009 zmarł w Moskwie w wieku 66 lat. Pochowany na Cmentarzu Nowodziewiczym w Moskwie.

## Sukcesy i odznaczenia

### Sukcesy piłkarskie
CSKA Moskwa
- mistrz ZSRR: 1970
- brązowy medalista Mistrzostw ZSRR: 1964, 1965
- finalista Pucharu ZSRR: 1967

### Sukcesy trenerskie
SKA Rostów nad Donem
- zdobywca Pucharu ZSRR: 1981

Spartak Moskwa
- wicemistrz Rosji: 2006
- finalista Superpucharu Rosji: 2006, 2007

### Sukcesy indywidualne
- król strzelców Mistrzostw ZSRR: 1964 (16 goli).
- 5-krotnie wybrany do listy 33 najlepszych piłkarzy ZSRR: Nr 1 (1970, 1971, 1972, 1973), Nr 3 (1964)
- członek Klubu Grigorija Fiedotowa: 105 goli
- rekordzista klubu CSKA Moskwa w ilości rozegranych meczów: 382

### Odznaczenia
- tytuł Mistrza Sportu ZSRR: 1962